# 十秒限時
十秒限時是香港女歌手文凱婷的出道作，於2023年2月15日由愛爆音樂作數位發行。

## 背景及發行
歌曲於2023年2月15日透過愛爆音樂發行，並被派送至新城電台、香港商業電台。

## 創作與製作
《十秒限時》由Yohee作曲、監製；潘偉凡編曲；Loretta芮淇、楓鈴作詞。歌曲時長4分6秒。
歌曲主題「打卡文化」，表達時下年青人熱愛使用社交媒體如Instagram的風氣，歌詞提及「遺忘原形來迎合大市」、「我亦有限時 為何仍沉迷螢幕玩意」等等，反思過度使用社交媒體或會令人過多比較，喪失自我，輕快旋律配合有意義的歌詞，更容易令聽眾入腦。

## 曲目
1. 十秒限時[7]
  - 作曲：Yohee
  - 作詞：Loretta芮淇、楓鈴
  - 編曲：潘偉凡
  - 監製：Yohee

## 歌曲列表
| 線上下載 串流媒體 | 線上下載 串流媒體 | 線上下載 串流媒體 |
| 曲序              | 曲目              | 时长              |
| ----------------- | ----------------- | ----------------- |
| 1.                | 十秒限時          | 4:06              |

## 製作團隊
資料來自《十秒限時》音樂錄影帶於YouTube的說明文字。
- 作曲：Yohee
- 填詞：Loretta芮淇、楓鈴
- 編曲：潘偉凡
- 監製：Yohee
- 音樂指導：Gary Ng、Yohee
- 樂器：潘偉凡
- 和音編曲：Gary Ng
- 和音：文凱婷、Yohee
- 混音：Shordeli
- 母帶工程師：Bryan Shortell
- 錄音師：Chris Leung、Alex Siu

## 音樂錄影帶
因應歌曲「打卡文化」主題，音樂影片（MV）特別到了近年香港十分流行的打卡熱點取景，並出現了近年流行的打卡活動，如野餐及滾軸溜冰等，並使用不同熱門濾鏡，相當貼題。MV亦採用色彩繽紛的拍攝手法，十分吸睛。文凱婷曾向導演提出她希望至少有兩個造型，最終出乎意料地至少有4、5個造型。為了以最佳狀態示人，文凱婷由拍攝前一日開始斷食保持身材，直至完成拍攝後才進食。

## 電台派台成績

### 新城知訊台勁爆本地榜走勢
| 週次     | 第16週  | 第17週  |
| 放榜日期 | 4月22日 | 4月29日 |
| 榜上位置 | 20      | 10      |
| -------- | ------- | ------- |

### TVB勁歌金榜走勢
| 週次     | 第8週   | 第9週   | 第10週 | 第11週  | 第12週  |
| 放榜日期 | 2月18日 | 2月25日 | 3月4日 | 3月11日 | 3月18日 |
| 榜上位置 | 10      | 9       | 8      | 6       | 5       |
| -------- | ------- | ------- | ------ | ------- | ------- |

### 各大流行榜最高位置
| 樂壇流行榜     | 最高位置 |
| -------------- | -------- |
| 勁歌金榜       | 5        |
| 新城勁爆本地榜 | 10       |

## 資料來源
1. ↑  , 2023-02-16  [2023-03-05] （美国英语）
2. ↑  . 新城電台.   [2023-03-05].
3. ↑  . 叱咤903. 香港商業電台. 2023-02-15  [2023-02-15].
4. ↑  . 明報OL網.   [2023-03-05]. （原始内容存档于2023-02-24） （中文（繁體））.
5. ↑  . www.stheadline.com.   [2023-03-05]. （原始内容存档于2023-02-24） （中文（香港））.
6. ↑  . www.bastillepost.com. 2023-02-17  [2023-03-05].
7. ↑  ,   [2023-03-05], （原始内容存档于2023-02-24） （中文（香港））
8. ↑  . 每日明報.   [2023-03-05]. （原始内容存档于2023-02-24）.
9. ↑  . on.cc東網. 2023-02-17  [2023-04-19]. （原始内容存档于2023-04-19） （中文（香港））.
10. ↑  . TVB官方臉書頁. 2023-02-20  [2023-03-05].
11. ↑  . TVB官方臉書頁. 2023-02-27  [2023-03-05].